# شهرستان تسومای
شهرستان تْسومای (به لاتین: Comai County) یک منطقهٔ مسکونی در چین است که در لهوکا واقع شده‌است.